# تازه‌آباد مله‌ترشی
تازه‌آباد مله‌ترشی روستایی در دهستان دولت‌آباد بخش مرکزی شهرستان روانسر استان کرمانشاه ایران است.

## جمعیت
بر پایه سرشماری عمومی نفوس و مسکن در سال ۱۳۹۵ جمعیت این روستا ۱۸ نفر (۴خانوار) بوده‌است.